# Folículo (botánica)

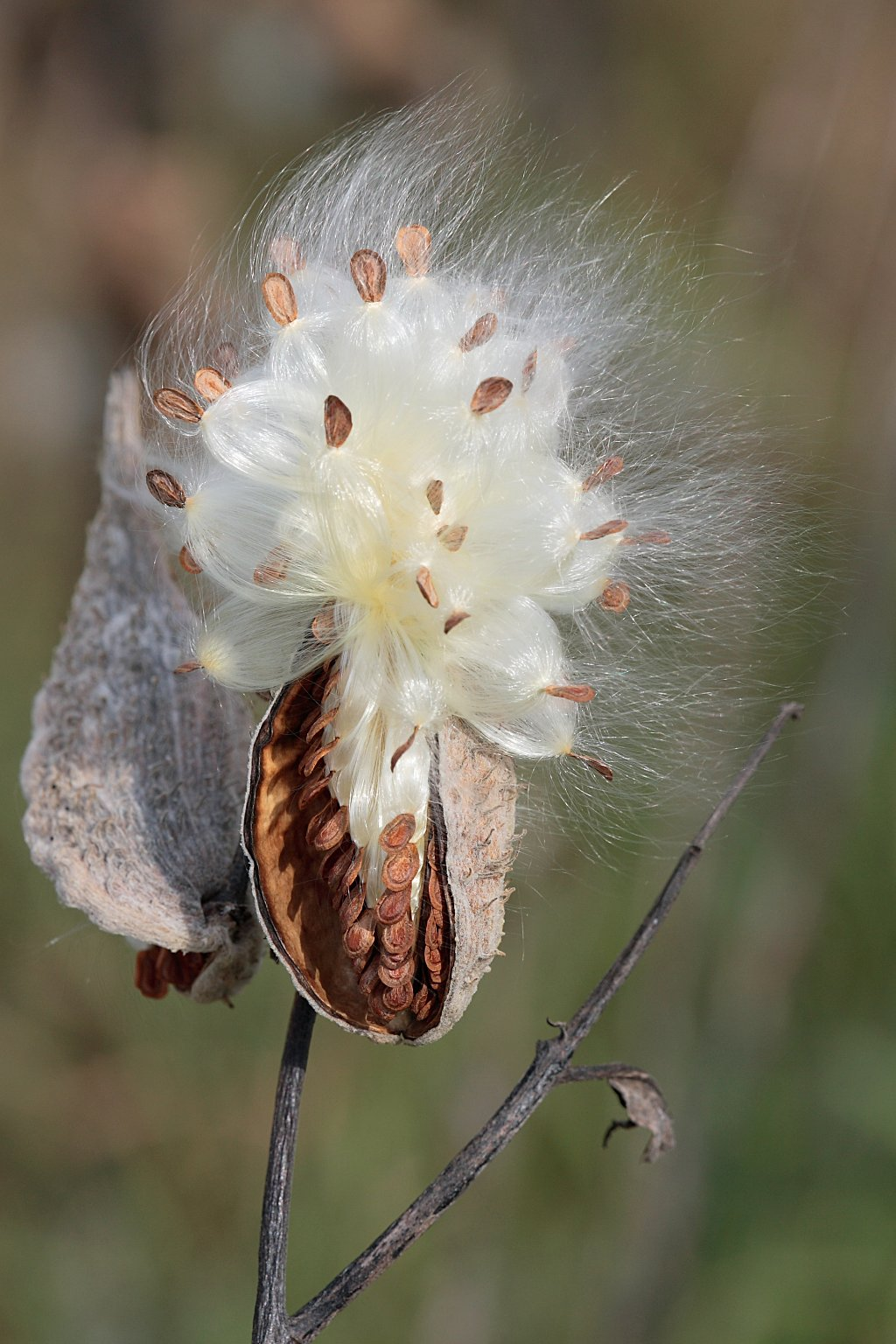
Un folículo del lecherón Asclepias lanzando sus semillas.

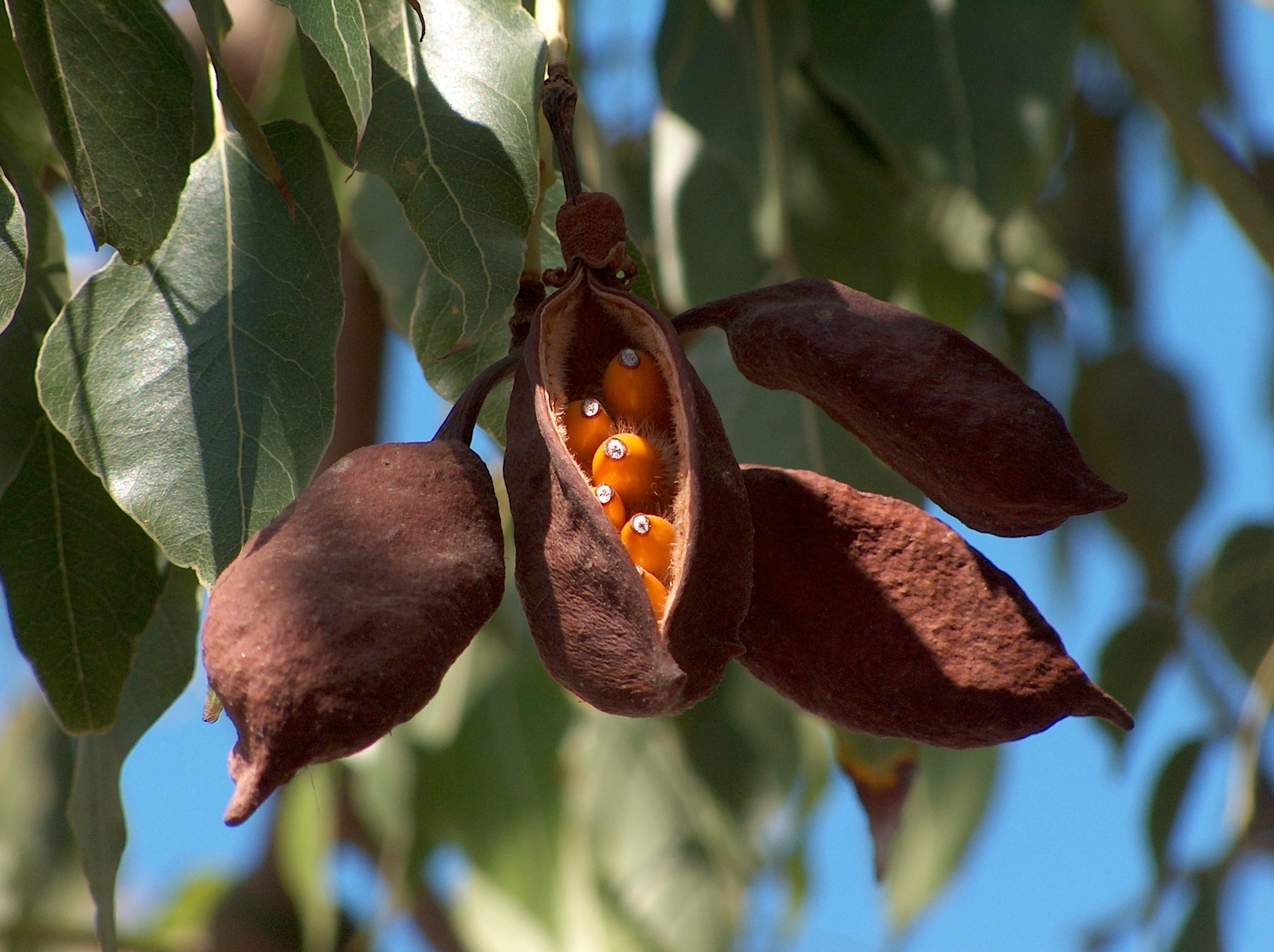
Folículos abiertos de Brachychiton populneus.

En botánica, un folículo es un fruto seco originado de un solo carpelo (monocarpelar) y es polispermo (varias semillas en su interior), que al abrirse para liberar sus semillas se divide a lo largo en una sola zona de ruptura, la zona ventral (contraria al nervio) a diferencia de una legumbre que se abre en la sutura ventral y en la dorsal, en orden a liberar semillas.
Los folículos y polifolículos aparecen en familias primitivas dentro de las angiospermas, como magnoliáceas, peoniáceas, proteáceas y ranunculáceas.
Ejemplos de géneros que tienen como fruto un folículo son Consolida, Magnolia, Banksia, Paeonia y Asclepias. 
El fruto seco conocido comúnmente como "nuez de Macadamia", no es una nuez en su sentido botánico, sino un folículo.
- Wikcionario  tiene definiciones y otra información sobre folículo.

- Datos: Q147807
- Multimedia: Follicle (fruit) / Q147807